# Miguel Lorenzo
Miguel Lorenzo Leis (nacido el 15 de septiembre de 1991 en Lugo, Galicia) es jugador español de baloncesto profesional. Mide 2,05 metros y ocupa la posición de Ala-pívot.

## Biografía
Se formó como jugador en la cantera del Unicaja Málaga, desde la que fue convocado a todas las categorías inferiores de la Selección española de baloncesto consiguiendo hacerse con la plata en el Eurobasket u16 en 2007, el bronce en el Eurobasket u20 en 2010 y el oro en el Eurobasket u20 que se disputó en el 2011 en Bilbao.
Su última campaña como miembro del Unicaja fue la 2011/12, en la que disputó la LEB Oro en las filas del Clínicas Rincón Benahavís, equipo vinculado al club andaluz. Sus números esa temporada fueron de 9,8 puntos y 5 rebotes por partido.
En agosto de 2012 se comprometió por una temporada con el Cáceres Ciudad del Baloncesto, también de LEB Oro.

## Trayectoria
- Categorías inferiores Unicaja Málaga
- 2009-12. LEB Oro. Clínicas Rincón Axarquía (equipo vinculado a Unicaja)
- 2012-13. LEB Oro. Cáceres Ciudad del Baloncesto.
- 2013- LEB Oro. Basket Navarra Club.

## Palmarés

### Clubes
- 2008. Campeón del Campeonato de España Junior con Unicaja Málaga.
- 2009. Campeón del Campeonato de España Junior con Unicaja Málaga..

### Selección española
- 2007. Medalla de plata en el Eurobasket Sub-16 de Grecia.
- 2010. Medalla de bronce en el Eurobasket Sub-20 de Croacia
- 2011. Medalla de oro en el Eurobasket Sub-20 de España.